# Vasaloppet 1931
Vasaloppet 1931 hölls söndagen den 1 mars 1931 och var det tionde loppet i ordningen. Hemmasonen Anders Ström segrade på 6:37:46 efter en heroisk spurt.

## Loppet
Vasaloppet firade sitt tioårsjubileum när IFK Mora tog sin allra första seger i Anders Ström som passerade hälsingen Hilding Olsson på upploppet och vann med sju sekunders marginal på tiden 6:37:46.
122 löpare var anmälda medan 117 kom till start och 108 gick i mål. Kranskullan var Anna-Britta Mattsson.

## Resultat
| Plac | Namn              | Klubb            | Tid     |
| ---- | ----------------- | ---------------- | ------- |
| 1    | Anders Ström      | IFK Mora         | 6:37:46 |
| 2    | Hilding Olsson    | Loos IF          | 6:37:54 |
| 3    | Edvin Kusén       | Orsa IF          | 6:38:14 |
| 4    | Arthur Häggblad   | IFK Umeå         | 6:39:21 |
| 5    | John Björklund    | Vansbro AIK      | 6:39:56 |
| 6    | Oskar Hellberg    | Långshyttans AIK | 6:40:56 |
| 7    | Hjalmar Blomstedt | Vindelns IF      | 6:41:11 |
| 8    | Oskar Nilsson     | Dala-Järna IK    | 6:41:48 |
| 9    | Verner Lundström  | Arvidsjaurs IF   | 6:42:08 |
| 10   | Alfred Lif        | Orsa IF          | 6:42:09 |